# Novoirski jezici
Novoirski jezici skupina od (60); po novijim podacima 63 mezomelanezijskih jezika iz Papue Nove Gvineje i Solomonskih otoka.
a) Lavongai-Nalik (6): kara, mandara, nalik, tiang, tigak, tungag
b) Madak (3): barok, lavatbura-lamusong, madak;
c) južni novoirski-sjeverozapadni solomonski (48):
c1. bilur;
c2. Choiseul (4): babatana, ririo, vaghua, varisi;
c3. Mono-Uruava (4): minigir, mono, torau, uruava;
c4. Nehan-North Bougainville (10):
a. Buka (3):
a1. Halia (2): hakö, halia;
a2. petats;
b. Nehan (1): nehan;
c. Papapana (1): papapana;
d. Saposa-Tinputz (4): hahon, saposa, teop, tinputz;
e. Solos (1): solos;
c5. New Georgia (10):
a. istok/East (2): marovo, vangunu;
b. zapad/West (8): duke, ghanongga, hoava, kusaghe, lungga, roviana, simbo, ughele;
c6. Patpatar-Tolai (10): guramalum, kandas, konomala, kuanua, label, patpatar, ramoaaina, siar-lak, sursurunga, tangga;
c7. Piva-Banoni (2): bannoni, lawunuia;
c8. Santa Isabel (7):
a. Centralni (3): blablanga, kokota, zazao;
b. istočni/East (2): cheke holo, gao;
c. zapadni/West (2): laghu, zabana;
d) Tabar (2): lihir, notsi;
e) Tomoip (1): tomoip

## Vanjske poveznice
- Ethnologue (14th)